# Голубые озёра (Камчатский край)
Голубы́е озёра — система озёр на Камчатке. Озёра расположены в непосредственной близости друг от друга на высоте около 800 метров над уровнем моря, в 21 километре от центра города Елизово. Озёра имеют статус природного парка областного значения.

## Общие сведения
Система озёр представляет собой три озера, расположенные на разной высоте, заполняющие естественные впадины в древней морене, соединённые одно с другим небольшим ручейком. Вытекая из последнего озера, ручей дает начало реке Половинке, протекающей в нижнем течении через город Елизово.
Своё название озёра получили в связи с тем, что в период бурного таяния снега в июне, часть льда, покрывающая водные зеркала, оказывается затопленной. В результате этого лёд в отражённом свете принимает ярко-голубую, вплоть до ультрамариновой, окраску. Подобное явление характерно для большинства горных озёр полуострова и дало название ещё одной группе озёр — Бирюзовые озёра.
Озера находятся в окружении высоких и живописных сопок, на склонах которых располагаются снежники. Таким образом, вода в озёрах имеет снеговое происхождение, отличается необыкновенной чистотой и прозрачностью.

## Флора
Флора по берегам озёр представлена кедровым и ольховым стланиками. Травянистые растения, растущие в этом месте — характерные представители горных тундр и альпийских лугов Камчатки — рододендроны, ирисы, камнеломки, различные виды осок, вдоль ручьёв растёт множество лютиковых. В течение тёплого времени года долина озёр бывает украшена множеством различных цветов, сменяющих друг друга по мере отцветания, вплоть до осени. Осенняя окраска этих мест очень яркая, благодаря краснеющим листьям голубики и арктоуса альпийского.

## Фауна
В связи с тем, что температура воды в озёрах даже в летнее время года близка к нулю, рыба в озёрах не обитает. По берегам озёр живут евражки, роющие норы среди многочисленных камней. На территории парка возможно появление медведей.

## Туризм
Голубые озёра из-за своей относительной доступности являются любимым объектом посещения туристов. Маршрут пролегает по живописнейшим местам, по обустроенной экологической тропе, начинающейся от горнолыжной базы «Гора Морозная», и составляет по протяжённости 15 км. Преодолеть весь маршрут возможно налегке в течение одного дня.